# Dennis Taylor (automobilista)
Dennis Taylor (12 de junho de 1921 - 2 de junho de 1962) foi um automobilista britânico nascido na Inglaterra que participou do Grande Prêmio da Grã-Bretanha de 1959 de Fórmula 1 e não se qualificou.